# SN 2011dj
SN 2011dj – supernowa typu Ia odkryta 4 czerwca 2011 roku w galaktyce M+00-34-01. W momencie odkrycia miała maksymalną jasność 15,80m.